# Nora distrikt, Västmanland
Nora distrikt är ett distrikt i Nora kommun och Örebro län. Distriktet ligger omkring Nora i sydvästra Västmanland och gränsar till Närke. 

## Tidigare administrativ tillhörighet
Distriktet inrättades 2016 och utgörs av en del av området Nora stad omfattade till 1971 och vari Nora socken uppgick 1965.
Området motsvarar den omfattning Nora bergsförsamling hade vid årsskiftet 1999/2000 och fick 1974 när Nora stadsförsamling införlivades.

## Tätorter och småorter
I Nora distrikt finns fyra tätorter och tre småorter.

### Tätorter
- Gyttorp
- Nora
- Striberg
- Ås

### Småorter
- Fogdhyttan
- Lejonbacken
- Sjövik